# Хоронім
Хоро́нім (від грец. όρος — «межовий знак», «межа», «границя», «рубіж», «кордон» + грец. ὄνομα — «ім'я», «назва») — назва власних теренів, що мають певні межі: невеликий простір (луг, ліс, міський район або мікрорайон), історична область, адміністративний район або країна; окремий випадок топоніма.
Хороніми поділяються на географічні й адміністративні.

- Географічні (природні) хороніми — назви природно-ландшафтних областей, такі як Надсяння, Наддністрянщина, Біловезька пуща,
- Адміністративні хороніми — назви адміністративно-територіальних одиниць, такі як Краснодарський край, Воронезька область, Курська область[1].

Окремо можна виділити внутрішньоміські хороніми та мікрохороніми.

- Внутрішньоміський хоронім — власне це назва частини території міста: району, кварталу, парку тощо. Наприклад, Глибочиця, Дарниця, Поділ. Внутрішньоміський хоронім може розглядатися одночасно як окремий випадок урбанонімів; при цьому назви міських площ і ринків виділяються в окрему категорію — агороніми[2].
- Мікрохоронім — назва природного або створеного людиною об'єкту малого розміру і виключно локального значення (урочище, господарське угіддя).

Хороніми можуть походити від інших топонімів (від гідроніма Глибочиця — внутрішньоміський хоронім Глибочиця), так і служити основою для інших топонімів (від назви урочища «Дарниця» — назва річки «Дарниця», від яру «Сирець» — назва річки «Сирець»). Основою для хороніма можуть служити не тільки топоніми. Наприклад, хороніми є назвами великих областей та країн, і нерідко походять від етнонімів (наприклад — Галлія, Русь).
Хоронім може свідчити про особливості ландшафту та природного середовища, і про особливості заселення та історію краю.